# Batxillerat social
El batxillerat forma part de l'educació secundària postobligatòria i es distribueix en dos cursos acadèmics. El batxillerat és l'etapa que es cursa normalment entre els 16 i els 18 anys, tot i que està oberta a persones de qualsevol edat, ja sigui de forma presencial oa distància. És un cicle format per dos cursos de trenta hores lectives setmanals. Es pot escollir entre tres modalitats de batxillerat: arts, ciències i tecnologia, i humanitats i ciències socials.
La modalitat d'humanitats i ciències socials s'adreça a alumnes amb inquietuds relacionades amb els estudis lingüístics i literaris, la filosofia, les manifestacions culturals, les ciències socials, jurídiques, polítiques i econòmiques, la gestió i administració pública, la comunicació, les relacions públiques, la publicitat, el turisme i altres serveis d'oci.
Les assignatures del batxillerat, s'estructura de la següent manera:
- Assignatures troncals: aquestes assignatures donen una formació general a l'alumnat. Algunes d'elles són obligatòries i algunes varien en funció de la modalitat de batxillerat.

- Assignatures específiques: són assignatures per poder aprofundir en la modalitat de batxillerat escollida. Els centres i les administracions educatives poden fixar la seva oferta.[3]

Assignatures del batxillerat social
| Matèries troncals                     | 1r curs | 2n curs |
| ------------------------------------- | ------- | ------- |
| Llengua catalana i literatura cat.    | x       | x       |
| Llengua castellana i literatura cast. | x       | x       |
| Llengua estrangera                    | x       | x       |
| Filosofia                             | x       |         |
| Educació física                       | x       |         |
| Ciències del món contemporani         | x       |         |
| Història de la filosofia              |         | x       |
| Història                              |         | x       |
| Tutoria                               | x       | x       |
| Treball de recerca                    | x       | x       |

| Modalitat              | Humanitats i ciències socials | Humanitats i ciències socials |
| ---------------------- | --- | --- |
|                        | Humanitats | Ciències Socials |
| Matèria comuna d'opció | - Llatí I i II | - Matemàtiques aplicades a les ciències socials I i II |
| Matèries de modalitat  | - Economia - Economia d'empresa I i II - Geografia - Grec I i II - Història de l'art - Història del món contemporani - Literatura castellana - Literatura catalana - Literatura universal                                                                            | - Economia - Economia d'empresa I i II - Geografia - Grec I i II - Història de l'art - Història del món contemporani - Literatura castellana - Literatura catalana - Literatura universal                                                                            |
| Matèries específiques  | - Una altra matèria de modalitat - Llengua i cultura occitanes - Història de la música i la dansa - Psicologia - Segona llengua estrangera I i II - Sociologia - Tècniques d'expressió graficoplàstica - Religió - Estada a l'empresa - Matèria específica de centre | - Una altra matèria de modalitat - Llengua i cultura occitanes - Història de la música i la dansa - Psicologia - Segona llengua estrangera I i II - Sociologia - Tècniques d'expressió graficoplàstica - Religió - Estada a l'empresa - Matèria específica de centre |